# GNP Crescendo Records
GNP-Crescendo Records ist ein von Gene Norman gegründetes unabhängiges Jazz- und Soundtrack-Label mit Sitz in Hollywood. Es ist aus dem 1954 gegründeten Label Gene Norman Presents (dann GNP) entstanden und wird von dessen Sohn Neil Norman fortgeführt.

## Geschichte
Normann wollte zunächst Mitschnitte von Konzerten veröffentlichen, die er produzierte, allen voran aus seiner Veranstaltungsreihe Just Jazz. Die ersten zehn Veröffentlichungen waren 25-cm-LPs, zu denen auch das Clifford Brown - Max Roach Album In Concert gehörte. Im 30-cm-Format (12-Zoll-LP) folgten dann bis 1963 um die 90 Alben. Das erste 12-Zoll-Album war ein Konzertmitschnitt des Charlie Ventura Orchesters mit Jackie Cain & Roy Kral. Ab 1963 konzentrierte sich das Label GNP ausschließlich auf Popmusik. In den späteren Jahrzehnten wurde auch wieder Jazz produziert (z. B. Gary Burton, Bill Watrous).
Auf dem Label sind Aufnahmen von Jazzmusikern wie Lionel Hampton, Dizzy Gillespie, Stan Kenton, Charlie Ventura, Max Roach, Clifford Brown, Gerry Mulligan, Teddy Buckner, Art Tatum, Duke Ellington, Spud Murphy, Frank Morgan, Louis Armstrong und Marty Paich/Jimmy Giuffre, erhältlich. Auf dem Label erschienen daneben Latin- und Popmusik-Tonträger von Machito, Jack Constanzo, Eddie Cano, Tito Puente, Walter Wanderley; seit 1966 wurden dort auch die Platten der Rock-Band The Seeds veröffentlicht. Ein Teil der Jazzalben des Labels wurde als Compact Disc zunächst auf dem Label Fresh Sound Records wiederveröffentlicht.
Später wurden auch Soundtracks, etwa aus den Star-Trek-Serien veröffentlicht; das Album On Tour von Queen Ida brachte dem Label 1983 seinen ersten Grammy ein.